# Lucio Flavio Silva
Lucio Flavio Silva (en latín: Lucius Flavius Silva) fue un senador y general romano del siglo I, que desarrolló su carrera política bajo Nerón, Vespasiano, Tito y Domiciano. Su nombre completo era Lucio Flavio Silva Nonio Baso (Lucius Flavius Silva Nonius Bassus). 

## Carrera
Conocemos su cursus honorum a través de dos inscripciones complementarias procedentes de la colonia Urbs Salvia (Urbisaglia, Italia), en la regio V Picenum, posiblemente su localidad de origen de la que era patrono y en la que patrocino mejoras en su anfiteatro, y cuyo texto se desarrolla de la siguiente forma:

[L(ucius) Flavius --- f(ilius) Vel(ina) Silv]a Nonius Bassus co(n)s(ul) 

[pont(ifex) legat(us) Aug(usti) pro pr(aetore) provinciae Iud]aeae adlectus inter patricios 

[a divo Vespasiano et divo Tito censoribus ab] isdem adlect(us) inter pr(aetorios) leg(atus) leg(ionis) XXI Rapac(is) 

[trib(unus)? pleb(is)? quaest(or) trib(unus) mil(itum) leg(ionis) IIII Scithicae (sic) III]vir{i} kapitalis pr(aetor) quinq(uennalis) II patron(us) colon(iae) suo et 4

[Anniae ---tt]ae matris suae item 

[---millae] uxoris nomine pec(unia) sua solo suo

[amphitheatrum faciendum curavit et] parib(us) XXXX ordinar(iis) dedicavit.

Su carrera comenzó como uno de los triumviri capitalis, dentro del vigintivirato, para pasar inmediatamente después a ser Tribuno laticlavio de la Legio IV Scythica, con base en Capadocia, tal vez a las órdenes de Gneo Domicio Corbulón durante la guerra contra armenios y partos. De vuelta a Roma, siguió los pasos normales de la carrera senatorial, desempeñando sucesivamente las magistraturas de cuestor y tribuno de la plebe; en ese momento, tal vez en relación con las consecuencias del turbulento año de los cuatro emperadores, fue legado de la Legio XXI Rapax en su campamento de Vindonissa (Windich, Suiza) en el distrito militar de Germania Superior. Su servicio debió ser lo bastante satisfactorio como para que los coemperadores Vespasiano y Tito lo beneficiasen con una adlectio inter praetorios que resolviese la irregularidad de mandar una legión sin haber sido pretor y con una adlectio inter patricios durante la censura de los coemperadores en el año 73.
Durante la primera guerra judeo-romana, a partir del año 73 fue nombrado gobernador de la nueva provincia de Judea, lo que incluía el mando de la Legio X Fretensis y dirigió las operaciones de asedio que llevaron a la toma de la fortaleza de Masada, que estaba bajo el control de un grupo de judíos zelotes desde el año 66. Obtenida la victoria, continuó al frente de la provincia hasta el año 81. 
De vuelta a la Urbe, por voluntad de Tito, fue nombrado cónsul ordinario del año 81 e introducido en el Colegio de los Pontífices.
Después de la muerte de Tito y de su consulado, probablemente fue víctima del reinado de terror de Domiciano, quien comenzó una purga para deshacerse de generales populares que veía como rivales. Al caer en desgracia, los logros de Silva fueron borrados de los archivos romanos, en lo que se denominaba damnatio memoriae.

## Familia
La inscripción a través de la que conocemos su carrera indica que estaba casado y que, cuando fue erigida, su madre todavía vivía. Eck reconstruye el nombre de la madre como Annia y sugiere que era hermana del prominente senador Lucio Annio Baso, cónsul sufecto en el año 70, y firme partidario de Vespasiano en la guerra civil del año 69.

## En la ficción
En Masada, serie televisiva estadounidense del año 1981, una versión ficticia de Lucio Flavio Silva es interpretada por el actor Peter O'Toole.